# لایه‌آزمایی با ساق مته
لایه‌آزمایی با ساق مته (به انگلیسی: Drill Stem Test) که به صورت DST نامیده می‌شود عملی است که معمولاً مهندسان نفت جهت اندازه‌گیری اختلاف فشار ستون چاه و همچنین اختلاف فشار چاه و مرزهای مخزن نفت بدون استفاده از ابزارهای مخصوص انجام می‌دهند. روش کار به دو صورت است.
در روش اول که به افزایش تدریجی (buildup) معروف است دهانهٔ تولیدی چاه را بسته و با توجه به نمودارهای مربوط اختلاف فشار میان ستون چاه و مرزهای مخزن را بدست می‌آورند. 
در روش دوم که به روش افت فشار  (drawdown) معروف است با باز کردن جریان ستون چاه و اندازه‌گیری تغییرات چاه و بر اساس نمودارهای مربوط اختلاف فشار ستون چاه و مرزهای مخزن را بدست می‌آورند. معمولاً هر چقدر اختلاف فشار بالاتر بوده بهتر است و باعث می‌شود چاه زمان بیشتری به تولید ادامه دهد و با دبی بالاتری تولید کند
اصطلاحات حفاری